# Triceratops

Triceratops comparat cu un om

 Triceratops  (din elină τρεῖς treis ‚trei‘, κέρας kéras ‚corn‘ și ὤψ ōps ‚față‘; deci „față cu trei coarne“) a fost un dinozaur erbivor care a trăit la sfârșitul stadiului Maastrichtian din perioada Cretacicului Târziu, în urmă cu 68 sau 65 de milioane de ani în ceea ce este acum America de Nord. A fost unul dintre ultimii dinozauri apăruți înainte de dezastrul de la sfârșitul Cretacicului care a dus la dispariția lor.
Este încă incert dacă trăia în turme sau dacă trăia singur, dar există mai multe dovezi ce sprijină prima variantă.
El cântărea între 6 și 12 tone, dar avea dimensiuni mici pentru această masă, între 7,9 și 9 metri în lungime și 3 în înălțime (ambele estimativ), lucru care îl făcea un dinozaur cu mișcări lente. Fosilele sale s-au descoperit pe teritoriul canadian și american.
Acest dinozaur apare în foarte multe emisiuni pentru copii (Harry și găletușa lui plină cu dinozauri, Barney și prietenii săi, Dinosaur King (personajul principal împreună cu Tyrannosaurus Rex), filme (Jurassic Park), precum și documentare (Umblând cu Dinozaurii, Parcul preistoric)
Unul dintre cei mai mari și mai comuni dinozauri cu coarne, Triceratops cîntărea 9 tone. Numai craniul lui avea o lungime de 1,8 m. Ca și alții din familia aceasta, Triceratops probabil că trăia în turme mari. Se poate că masculii rivali să se fi luptat între ei încurcîndu-și coarnele și apoi împingîndu-se cu blindajul capului.
Numele său înseamnă „față cu trei coarne", și derivă din limba greacă: tri/τρι înseamnă „trei", ceras/κέρας înseamnă „corn", iar -ops/ωψ înseamnă „față". Această denumire i-a fost atribuită datorită faptului că avea două coarne de 90 de centimetri deasupra capului și unul mai mic pe nas.

## Dantură  și dietă
Triceratops era erbivor, și din cauza capului său mic probabil mânca plante mici, deși ar fi putut demola plante mult mai înalte cu coarnele lui. Avea un cioc profund și îngust, și se crede că era mai bine folosit pentru apucare și jumulire decât pentru a mușca.
Dantura era aranjată în grupuri numite „baterii” cu coloane de la 36 la 40 de dinți, iar în fiecare coloană de pe fiecare maxilar erau câte 3-5 dinți stivuiți, în funcție de dimensiunea animalului.

## Legături externe
- Triceratops at The Dinosaur Picture Database
- LiveScience: Facts about Triceratops at LiveScience.com
- Clash of the Dinosaurs: The Defenders - The Triceratops Threat pe YouTube
- Dinosaur Mailing List post on Triceratops stance Arhivat în 13 octombrie 2007, la Wayback Machine.
- Smithsonian Exhibit
- Triceratops at the Internet Archive
- Triceratops in the Dino Directory
- Triceratops Arhivat în 26 februarie 2009, la Wayback Machine. (short summary and good color illustration)
- Triceratops For Kids (a fact sheet about the Triceratops with activities for kids)
- Triceratops, BBC Dinosaurs
- fr  Triceratops Arhivat în 17 octombrie 2016, la Wayback Machine. - Liste de Dinosauria et Extinction